# Concert at Sea
Concert at Sea is een popfestival dat sinds 2006 jaarlijks georganiseerd wordt in het laatste weekend van juni door BLØF en Concert at Sea.  

## Geschiedenis
Concert at Sea begon als een eendaags festival. Vanaf 2008 werd het festival op twee aansluitende dagen geprogrammeerd en in 2018 werd dit nog eens uitgebreid tot drie dagen. Concert at Sea wordt  gehouden op de Brouwersdam (Zeeland). Het festival wordt door de bezoekers geroemd om de gezellige en ontspannen sfeer op het festivalterrein. Later in het jaar, meestal in de maand augustus wordt op TV een registratie van het festival uitgezonden.
In 2003 trok een eenmalig optreden van BLØF 40.000 bezoekers. Naar aanleiding van dit gratis optreden op het Zeeuwse eiland Schouwen-Duiveland werd eind 2005 besloten dat het optreden een vervolg kreeg.
In 2020 en 2021 werd het festival niet gehouden vanwege de coronapandemie. In plaats daarvan werd het festival in deze jaren live gestreamd via internet onder de titel Concert at Home, zodat de mensen dit thuis konden beleven. Op TV werd in deze jaren een samenvatting van de voorgaande edities uitgezonden. 
In 2022 en 2023 is er ook een wintereditie van het festival gehouden in Ahoy onder de naam HIER Festival.

### Eerste editie (2006)
De eerste editie vond plaats op 8 juli 2006. Hierbij waren 60.000 bezoekers aanwezig. Hierdoor is Concert at Sea het grootste betaalde evenement ooit in Zeeland.

### Tweede editie (2007)
De tweede editie vond plaats op 30 juni 2007. De verkoop van de 55.000 kaarten ging 24 januari van start, op 1 juni 2007 waren alle 55.000 kaarten uitverkocht.

### Derde editie (2008)
De derde editie van Concert at Sea vond plaats op 28 juni 2008. De kaartverkoop startte direct na de tweede editie in 2007.

### Vierde editie (2009)
De vierde editie van Concert at Sea vond plaats op vrijdag 26 juni en zaterdag 27 juni 2009. Dit was de eerste keer dat Concert at Sea voor twee dagen kaarten verkocht.

### Vijfde editie (2010)
De vijfde editie van Concert at Sea vond plaats op vrijdag 25 juni en zaterdag 26 juni 2010.

### Zesde editie (2011)
De zesde edtitie van Concert at Sea vond plaats op vrijdag 17 juni en zaterdag 18 juni 2011. De volledige zaterdag werd echter afgelast vanwege slecht weer.

### Zevende editie (2012)
Op vrijdag 29 en zaterdag 30 juni 2012 vond de zevende editie plaats met 30.000 bezoekers op vrijdag en 40.000 bezoekers op zaterdag.

### Achtste editie (2013)
De achtste editie vond plaats op 28 en 29 juni 2013.

### Negende editie (2014)
De negende editie vond plaats op vrijdag 27 en zaterdag 28 juni 2014.

### Tiende editie (2015)
De tiende editie vond plaats op vrijdag 26 en zaterdag 27 juni 2015 met 70.000 bezoekers.

### Elfde editie (2016)
De elfde editie van 'Concert at Sea' vond plaats op vrijdag 1 en zaterdag 2 juli 2016 en trok in totaal 80.000 bezoekers.

### Twaalfde editie (2017)
De twaalfde editie van 'Concert at Sea' vond plaats op vrijdag 30 juni en zaterdag 1 juli 2017.

### Dertiende editie (2018)
De dertiende editie vond plaats op 28, 29 en 30 juni.

### Veertiende editie (2019)
Donderdag 27 juni, vrijdag 28 juni & zaterdag 29 juni 2019

### Vijftiende editie (2022)
Donderdag 30 juni, vrijdag 1 juli & zaterdag 2 juli 2023

### Zestiende editie (2023)
Donderdag 22 juni, vrijdag 23 juni & zaterdag 24 juni 2023

### Zeventiende editie (2024)
Donderdag 27 juni, vrijdag 28 juni & zaterdag 29 juni 2024, deze trok in totaal zo'n 135.000 bezoekers.

### Achttiende editie (2025)
Donderdag 26 juni, vrijdag 27 juni & zaterdag 28 juni 2025

## Artiesten
Door de jaren heen hebben er verschillende artiesten en bands gestaan:
2006
- Eliades Ochoa (Buena Vista Social Club)
- Ilse DeLange
- Racoon
- Novastar
- BLØF

2007
- BLØF
- De Dijk
- Trijntje Oosterhuis
- VanVelzen
- Special Guest - Tom Chaplin van Keane
- Francis Rodino
- Radius
- Cubworld
- Nemesea

2008
- Counting Crows
- BLØF
- Krezip
- Stevie Ann
- I.O.S.
- The Scene
- Milow
- Pop aan zee talent: Bluem
- Alain Clark
- Beef
- Los Vapapeños (BLØF)
- Wolff
- Pop aan zee talent: Eva Auad
- Wicked Jazz Sounds DJ's
- 538 DJ

2009
- Racoon
- VanVelzen
- Marco Borsato
- Pop Aan Zee Talent: De Hobbyisten
- I.O.S.
- Bertolf
- Maria Mena
- Ed Kowalczyk
- Ilse DeLange
- Golden Earring
- BLØF
- 538 DJ

2010
- BLØF
- Kane
- Caro Emerald
- K's Choice
- Waylon
- Rowwen Hèze
- Alain Clark
- Milow
- Guus Meeuwis
- Pop Aan Zee Talent: Vota Fonzie
- Drumbattle voor Soedan met Norman Bonink, Rob Snijders, Koen Herfst, Joost Kroon, Bram van den Berg, Rob Klerx en Martijn Bosman
- Wipneus en Pim
- Loco Loco Discoshow

2011
- Cøver At Sea: BLØF, Jaap Kwakman en Jan Dulles (3JS), Bart van der Weide (Racoon), Joost Marsman en Paul de Munnik
- DI-RECT
- Racoon
- Anouk
- Handsome Poets
- Memphis Maniacs
- Valerius

2012
- Cøver at Sea: BLØF, Elske DeWall, VanVelzen, Krystl, Ed Struijlaart, Waylon
- Acda en De Munnik
- VanVelzen
- Golden Earring
- Trijntje Oosterhuis
- Waylon
- Go Back to the Zoo
- De Dijk
- Ilse DeLange
- The Baseballs
- BLØF
- Pop aan Zee Talent: Gork A27
- Krystl
- Wipneus & Pim
- Volt Violin
- Lorrainville
- Gemma Hayes
- Ed Struijlaart
- Lefties Soul Connection
- Memphis Maniacs

2013
- Cøver At Sea: BLØF, Miss Montreal, Tim van Esch, Lange Frans, Glennis Grace, Bertolf
- Miss Montreal
- James Morrison
- Kane
- Sabrina Starke
- Rigby
- Splendid
- Memphis Maniacs
- Moke
- Guus Meeuwis
- Handsome Poets
- Will and the People
- Racoon
- BLØF
- Steady New Sounds
- The New Shining
- Kensington
- Nielson
- The Kik
- The 90's Now

2014
- Cøver at sea
- BLØF
- Bastille
- Passenger
- Ilse DeLange
- Caro Emerald
- De Dijk
- The Opposites
- Alain Clark
- 3JS
- Nielson
- Chef' Special
- DI-RECT
- Jacqueline Govaert
- Jett Rebel
- Niels Geusebroek
- Enge Buren
- The Dirty Daddies
- FeestDJRuud
- Stu Larsen
- Sunday Sun
- Navarone

2015
- BLØF
- Lenny Kravitz
- Counting Crows
- Racoon
- Kensington
- Dotan
- Miss Montreal
- Rowwen Hèze
- Typhoon
- Matt Simons
- Chef' Special
- Rondé
- Orange Skyline
- Bade
- Kenny B
- Sunday Sun
- Wipneus & Pim
- FeestDJRuud
- Liptease
- Peer
- Keaton

2016
- BLØF
- Faithless
- Skunk Anansie
- Guus Meeuwis
- De Jeugd Van Tegenwoordig
- The Common Linnets
- Douwe Bob
- HAEVN
- Typhoon
- Lucas Hamming
- The Brahms
- Causes
- Memphis Maniacs
- Jeremy Loops
- Zuco 103
- Stephanie Struijk
- Wipneus & Pim
- Broeder Dieleman
- Tentempiés
- Rogier Pelgrim
- Will Knox
- Peer
- La Garcon
- Bazzookas
- Clear Clamour

2017
- BLØF
- Kensington
- Anouk
- Racoon
- Doe Maar
- Chef’Special
- Gavin James
- Tom Odell
- UB40
- Broederliefde
- Walking on Cars
- La Pegattina
- Rondé
- Rob Dekay
- Bökkers
- Teske
- Radio Eliza
- Danny Vera
- Sue The Night
- Nicole Bus
- The Dirty Daddies
- Wipneus & Pim
- Peter Slager
- Cøver at Sea
- Maartje & Kine
- Jack & Daniels
- Pip Alblas
- Chav & Qube

2018
- Sting & Shaggy
- Alanis Morissette
- BLØF
- Guus Meeuwis
- Racoon
- Ronnie Flex & Deuxperience
- DI-RECT
- Broederliefde
- Van Dik Hout
- Miss Montreal
- Haevn
- Jacqueline Govaert
- Wulf
- Jonna Fraser
- Jonathan Jeremiah
- The Bluebirds
- Jim van der Zee
- BLØF met het Zeeuws Orkest
- Muyayoh Rif
- Traudes
- Michelle David & The Gospel Sessions
- Wipneus & Pim
- Danny Vera
- The Dirty Daddies
- Cøver at Sea
- Suzan & Freek
- Gwen van Oeveren
- Bas de Meijer
- Beverly Hills 908000's
- Buurman
- Upgreatz
- Loco Loco Beach Part
- Captains at the Disco
- Captains at Sea

2019
- Cøver At Sea
- Nielson
- Wulf
- Guus Meeuwis
- Golden Earring
- Smelly Kitchen
- Suzan & Freek
- Lisa Lois
- AAD
- Jett Rebel
- Davina Michelle
- Judy Blank
- Ilse DeLange
- De Jeugd van Tegenwoordig
- +Live+
- Nile Rodgers & Chic
- Kovacs
- Son Mieux
- The Partysquad
- Álvaro Soler
- PEER
- Rondé
- Novastar
- Hartman
- Douwe Bob
- Kraantje Pappie
- Jeangu Macrooy
- Bazart
- Noel Gallagher's High Flying Birds
- Bizzey
- BLØF
- Wipneus & Pim

2022
- 30Something
- Alamedadosoulna
- Blanks
- BLØF
- Chef'Special
- Comedy Club
- Cøver At Sea
- Davina Michelle
- Diggy Dex
- DI-RECT
- Flemming
- Froukje
- Joe Buck
- Kensington
- Krezip
- Kuzko
- Maan
- Max Horák
- Meau
- Michelle David & The True-tones
- Miss Montreal
- Musketiers
- Nona
- Quique
- Racoon
- Rondé
- Ronnie Flex & The Fam
- S10
- Snelle en de Lieve Jongens Band
- Son Mieux
- Suzan & Freek
- The Dirty Daddies
- The Kik
- The Script
- Van Dik Hout
- Wies
- Wipneus & Pim

2023
- 30 Something
- Alta Luna
- Anouk
- Antoon
- Bente Fokkens
- BLØF
- Broederliefde
- Claude
- Cøver At Sea
- Danny Vera
- De Flamingooos
- De Jeugd van Tegenwoordig
- De Toegift
- DI-RECT & Residentie Orkest
- Flemming
- George Ezra
- Goldband
- Goldkimono
- Guus Meeuwis
- Hannah Mae
- Jungle By Night
- Kris Kross Amsterdam
- Kuzko
- La Pegatina
- Loco Loco Discoshow
- Mell & Vintage Future
- Pim Pam Pompen
- Rolf Sanchez
- Rondé
- Rosann
- Rowwen Hèze
- Son Mieux
- Sophie Straat
- Suzan & Freek
- Sweaty Disco
- Tabitha
- The Dirty Daddies
- Thijs Boontjes
- Zoë Tauran

2024
- Bizzey
- BLØF
- Chef'Special
- Cøver At Sea
- Davina Michelle
- The Dirty Daddies
- Douwe Bob
- Flemming
- Joost Klein
- Kane
- Kind Human
- Kraantje Pappie
- Kris Kross Amsterdam
- Miss Montreal
- Meau
- Nile Rodgers & Chic
- Numidia
- The Partysquad
- Pommelien Thijs
- Prins S. en De Geit
- Racoon
- Roxeanne Hazes
- Snelle
- Son Mieux
- Suzan & Freek
- Typhoon
- Van Dik Hout

2025
- BLØF
- Guus Meeuwis
- Faithless
- Gavin DeGraw
- Acda en De Munnik
- Anouk
- Racoon
- De Jeugd van Tegenwoordig
- Roxy Dekker
- Douwe Bob
- Rondé
- Bankzitters
- Gavin James
- Hannah Mae
- Claude
- Broederliefde
- Suzan & Freek
- Jaap Reesema
- Pommelien Thijs
- Bente
- La Fuente
- Mental Theo
- FeestDJRuud
- Kumbia Boruka
- The Hillbilly Moonshiners
- Lenny Monsou
- Cøver at Sea
- Anouk Wolf
- Maxine van Breukelen
- Janna Baerends